# Чжэн Мэйчжу
Чжэн Мэйчжу (кит. 郑美珠, англ. Zheng Meizhu; р. 16 марта 1961, Фучжоу, провинция Фуцзянь, Китай) — китайская волейболистка, нападающая. Чемпионка летних Олимпийских игр 1984 года, двукратная чемпионка мира.

## Биография
Волейболом Чжэн Мэйчжу начала заниматься в 1975 году в спортивной школе города Фучжоу. В 1977 была принята в команду «Фуцзянь», а через два года в 16-летнем возрасте дебютировала в сборной Китая, выиграв в её составе чемпионат Азии. Следующий вызов Чжэн Мэйчжу в национальную команду произошёл в 1982 году, когда молодая волейболистка приняла участие в чемпионате мира, проходившем в Перу и была среди тех, кто принёс своей стране первое «золото» мировых первенств.
Несмотря на невысокий для нападающей рост, Чжэн Мэйчжу прочно закрепилась в основном составе сборной и выиграла с ней в общей сложности 8 официальных международных турниров, в том числе Олимпиаду в 1984, Кубок мира в 1985 и два чемпионата мира (в 1982 и 1986). После «бронзы» Олимпийских игр 1988 в Сеуле Чжэн Мэйчжу завершила игровую карьеру в национальной команде, а в 1991 уехала в Германию, где выступала за местные команды на протяжении 5 лет.
После ухода из спорта Чжэн Мэйчжу продолжала жить в Германии, работая в медицинском реабилитационном центре для пожилых людей. В 2008 вернулась в Китай.

### Клубная карьера
- 1977—1991 —  «Фуцзянь» (Фучжоу);
- 1991—1994 —  «Шверте»;
- 1994—1996 —  «Байер» (Леверкузен).

## Достижения

### Со сборной Китая
- Олимпийская чемпионка 1984;
  - бронзовый призёр Олимпийских игр 1988.
- двукратная чемпионка мира — 1982, 1986.
- победитель розыгрыша Кубка мира 1985.
- двукратная чемпионка Азиатских игр — 1982, 1986.
- двукратная чемпионка Азии — 1979, 1987;
  - серебряный призёр чемпионата Азии 1983.